# Mark-byar

Ortnamn med efterledet -mark

Mark-byar är byar vars namn slutar på -mark. Ordet används inom svensk ortnamnsforskning framför allt om byar med detta efterled som ligger i Övre Norrland, eftersom de har en speciell karaktär och anses avspegla områdets tidiga kolonisationshistoria. De finns även inom finlandssvenskt område, där de är särskilt talrika i angränsande delar av landskapen Österbotten och Satakunta.  
De flesta av namnen på -mark är från äldre medeltid. Ortnamnsefterledet -mark betyder "gränsområde, gränsskog". I Syd- och Mellansverige syftar -skog ofta på skogsområden och har senare kommit att beteckna en bygd. De norrländska ortnamnen på -mark syftar redan från början på bebyggelse. Det är då frågan om nybyggen i skog eller i utmarken.

## Utbredning i norra Norrland
I norra Sverige förekommer byar med efterledet -mark främst i norra Ångermanland, Västerbotten och Norrbotten upp till och med Nederluleå socken. Allra vanligaste är de i kustområdet mellan Umeälven och Skellefteälven, men det finns också ganska många mark-byar norr om Skellefteälven. Den nordligaste mark-byn är Skatamark knappt två mil nordost om Boden. Byar med efterledet mark eller marken finns även i Medelpad, ett exempel på det är byn Västermarken även känt som Västmarken i Attmars socken i Sundsvalls kommun.

### Exempel som kan vara från förkristen tid
Mark-namnen i övre Norrland skiljer sig från liknande namn i södra Sverige genom att förledet vanligen är ett mansnamn. Så gott som alltid rör det sig om fornnordiska namn som förekom redan på förkristen tid, exempelvis: 
- Anund (Anumark och Ansmark i Umeå socken)
- Arne (Arnemark i Piteå socken)
- Bulle (Bullmark i Sävars socken)
- Erik (Ersmark i Skellefteå socken)
- Fale, kortform för Fartegn (Falmark, Bureå socken)
- Gagnvid (Gagsmark i Byske socken
- Grim eller Grimund (Grimsmark i Bygdeå socken)
- Gudmund (Gunnismark i Sävars socken och förmodligen Gummark i Skellefteå socken)
- Hemming (Hemmesmark i Sävars socken)
- Hjagge eller Hjalmger (Hjoggmark i Umeå socken)
- Håkan (Håkmark i Umeå socken)
- Hök (Hökmark i Lövångers socken)
- Sjul eller Sigurd (Sjulsmark i Bygdeå socken och Sjulsmark i Piteå socken)
- Tolv (Tålsmark i Sävars socken)
- Tvare (Tväråmark i Sävars socken)
- Vibbe eller Vibjörn (Vebomark i Lövångers socken)
- Önde eller Öyvind (Önnesmark i Lövångers socken)
- Östen (Ersmark ursprungligen Östensmark i Umeå socken, Estersmark ursprungligen Östensmark i Bygdeå socken)[5][6]

### Möjliga exempel från kristen tid
Bland de få undantagen med namn från kristen tid märks:
- Blasius är möjligen det förnamn som finns i förleden till Blåsmark i Piteå socken. Det är i så fall från kristen tid
- Botulf eller Botvid (Botsmark i Umeå socken) – namnen är visserligen inhemska men förekom inte i förkristen tid[citat från källa efterfrågat]
- Flörik (Flurkmark i Umeå socken) – namnet tros vara tyskt, ursprungligen från det latinska Flores[5][6]

### Exempel från oklar tid
Det finns också ett mindre antal mark-namn i Norra Norrland som har andra typer av förled, exempelvis terrängord:
- Tjälamark i Umeå socken (av käl = skogklädd höjd)
- Gravmark i Sävars socken (av Gravåns djupa fåra)
- Kasamark i Umeå socken (anses komma från ordet kas = rishög, men kan möjligen innehålla mansnamnet Kase)[6]
- Stärkesmark i Vännäs socken (från någon form av mansnamnet Sterke)[7]
- Gärdsmark, Skellefteå socken
- Drängsmark, Byske socken
- Klutmark, Skellefteå socken
- Kusmark, Kågedalens socken

### Spår av en nordisktalande norrländsk kolonisation
Dominansen av förkristna mansnamn tyder på att de  flesta mark-byar i övre Norrland anlades i förkristen tid. Detta innebär att de antagligen kom till under 1300-talet eller ännu tidigare. Utbredningen av mark-byar i övre Norrland anses därför spegla den jordbrukskolonisation som ägde rum i området under medeltiden. Mark-byarna i Lappland, som Ledningsmark och Stridsmark, har däremot tillkommit i mycket sen tid.
De äldsta norrländska socknarna finns förtecknade i 1314 års Sexårsgärd, och nådde då upp till Umeå och Bygdeå. Det innebär att dessa bygder och andra geografiskt sammanhållna bygder söder därom antagligen fick sockenkyrkor under perioden 1150–1300. Mellannorrlands kristnande inleddes dessförinnan. Bygder norr därom fick inte sockenkyrkor förrän efter 1314.
I södra Västerbotten (Umeå och Sävars socknar) märks ett tydligt mönster där byar med ortnamn av riktigt gammal karaktär (kanske från 1000-talet) ligger vid vattendragens nedersta delar, medan mark-byarna påträffas längre uppströms. Vid Sävaråns mynning ligger Sävar; högre upp längs ån kommer i tur och ordning Gunnismark, Tålsmark, Bullmark och Botsmark, med Gravmark, Klappmark och Hemmesmark vid mindre biflöden. Vid Täfteåns mynning ligger Täfte; högre upp längs ån hittar man Tväråmark och vid ett biflöde Hjoggmark. Vid Tavleåns mynning låg ursprungligen byn Tavle (nu Innertavle och Yttertavle); högre upp följer Anumark, Ersmark och Flurkmark. Vid Tväråns mynning ligger Hiske; därovanför hittar man Tjälamark.
Även de flesta andra mark-byar i Västerbotten ligger en bit från de stora sjöarna och från havet. Därför tros mark-byarna i allmänhet ha tillkommit genom utflyttning från redan existerande byar, vilket innebär att den äldsta bygden i området bör vara åtminstone någon generation äldre.

## Mark-byar i Finland
I Finland ligger mark-byarna främst i de historiskt svenskspråkiga områden som under medeltiden tillhörde Kumogårds län (i nuvarande sydligaste Österbotten och norra Satakunta). Särskilt talrika var mark-byarna i de medeltida storsocknarna Närpes och Ulvsby. I Närpes storsocken hade alla inlandsbyar efterleden -mark, dock ingen av kustbyarna. Ett liknande förhållande rådde i Ulvsby storsocken. I de numera förfinskade byarna i Satakunta har efterleden ofta ändrats till -markku. 
- Övermark i Övermarks socken
- Yttermark i Närpes socken
- Östermark i Östermarks socken
- Påskmark i Lappfjärds socken
- Dagsmark i Lappfjärds socken
- Mörtmark i Bötoms socken
- Norrmark i Norrmarks socken
- Södermark i Norrmarks socken
- Klåsmark i Norrmarks socken
- Påmark i Påmarks socken
- Karlsmark i Ulvsby socken
- Svartsmark i Ulvsby socken

## Utbredning i södra Sverige
Svenska exempel utanför norra Norrland:
- Dragsmark i Bohuslän
- Ärtemark i Dalsland
- Skillingmark i Värmland
- Töcksmark i Värmland